# Banque africaine de développement
Pour les articles homonymes, voir Bad.
La Banque africaine de développement (désignée par l'acronyme BAD), est une institution financière multinationale de développement, établie dans le but de contribuer au développement et au progrès social des États africains. 
La BAD, dont le siège est à Abidjan (Côte d'Ivoire), a été fondée en 1964. Le groupe comprend trois entités : la Banque africaine de développement, le Fonds africain de développement, créé en 1972, et le Fonds spécial du Nigéria (Nigeria Trust Fund), créé en 1976.
La mission de la Banque est de combattre la pauvreté et d'améliorer les conditions de vie sur le continent, via la promotion des investissements à capitaux publics et privés dans des projets et des programmes aptes à contribuer au développement économique et social dans la région.
La BAD est un fournisseur financier pour bon nombre de pays africains et d'entreprises privés investissant au sein des pays membres de la région.

## Histoire
La Banque africaine de développement est chargée de promouvoir le développement économique et le progrès social dans les pays africains. Elle cherche aussi à encourager l'unité africaine, en particulier dans les domaines économiques et financiers.

### Relocalisation temporaire du siège de la BAD en Tunisie de 2003 à 2014

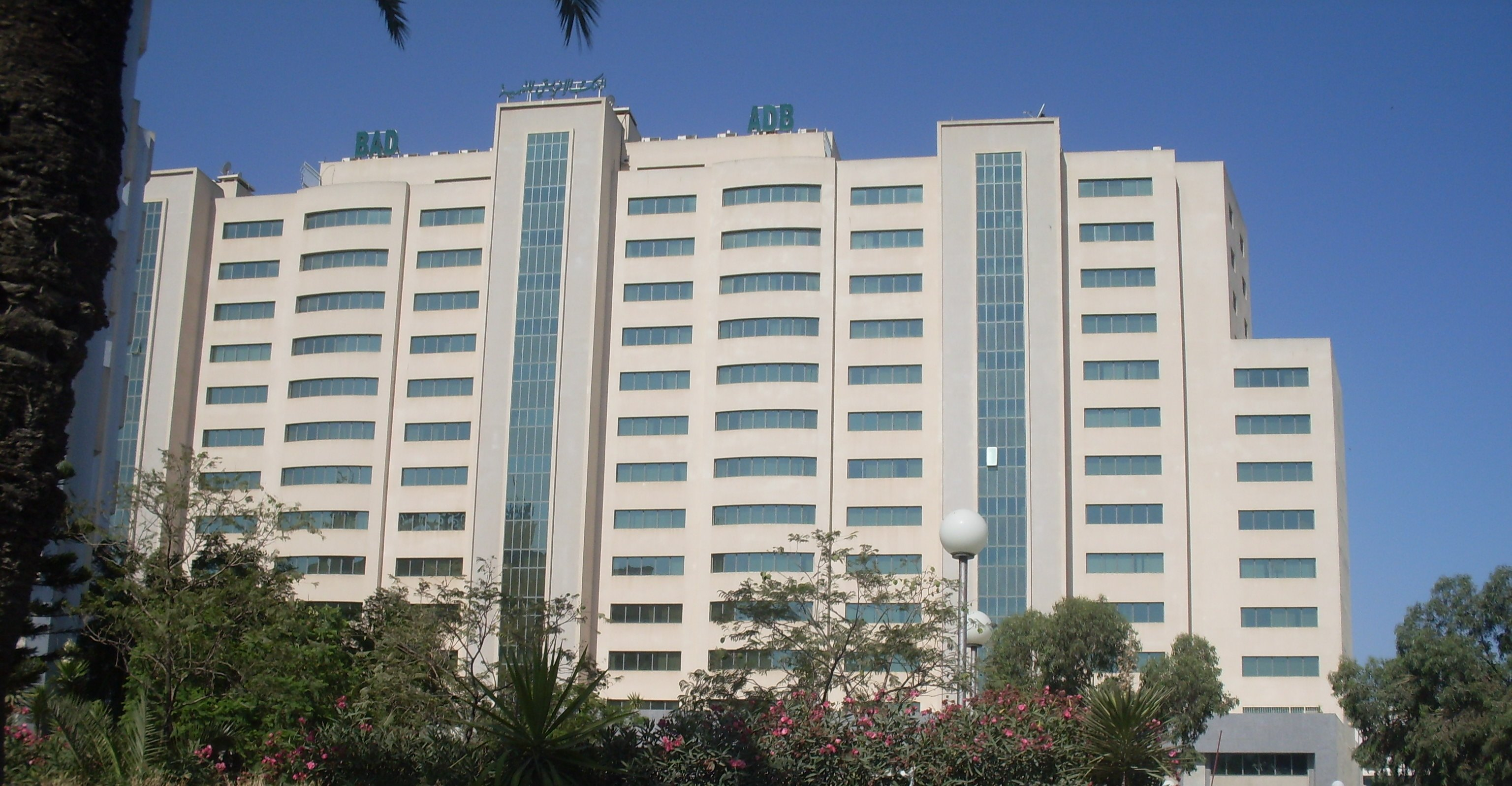
Le siège de la Banque africaine de développement à Tunis (2003-2014).

Les activités de la BAD ont été relocalisées temporairement à Tunis (Tunisie) de septembre 2003 à septembre 2014 à la suite du déclenchement de la guerre civile ivoirienne (troubles générés par le coup d'État manqué de septembre 2002),.  

### Retour du siège de la BAD en Côte d'Ivoire en septembre 2014
À la suite de l'élection présidentielle de 2010 en Côte d'Ivoire, malheureusement et malgré la crise post-électorale qui s'est ensuivie, la BAD et la Côte d'Ivoire ont consenti que des travaux soient effectués à Abidjan pour le retour du siège de la Banque en 2014. Ces travaux ont consisté, entre autres, à la restauration et au rééquipement des bureaux, à la construction ou la mise à disposition de logements et d'établissements scolaires pour les familles des fonctionnaires internationaux. Le personnel de la banque est estimé à 2 000 personnes en décembre 2012.

## Ressources
En novembre 2019, son capital était de plus de 200 milliards de $.
Depuis sa fondation, elle a financé 2 885 opérations, pour un total de 47.5 milliards de $.
Elle a obtenu la note AAA par l'agence de notation S&P Global en février 2021. 

## Bureaux régionaux
| Région             | Siège    |
| ------------------ | -------- |
| Afrique australe   | Pretoria |
| Afrique centrale   | Yaoundé  |
| Afrique de l'Ouest | Abidjan  |
| Afrique de l'Est   | Nairobi  |
| Afrique du Nord    | Tunis    |

## Personnalités

### Liste des présidents
Liste des présidents successifs :
| Début          | Fin          | Identité                  | Pays       |
| -------------- | ------------ | ------------------------- | ---------- |
| septembre 2025 | -            | Sidi Ould Tah             | Mauritanie |
| septembre 2015 | août 2025    | Akinwumi Adesina          | Nigeria    |
| septembre 2005 | août 2015    | Donald Kaberuka           | Rwanda     |
| août 1995      | août 2005    | Omar Kabbaj               | Maroc      |
| mai 1985       | août 1995    | Babacar Ndiaye            | Sénégal    |
| juin 1980      | mai 1985     | Wila Mung'omba (de)       | Zambie     |
| mai 1976       | juillet 1979 | Kwame Donkoh Fordwor (de) | Ghana      |
| août 1970      | 1976         | Abdelwahab Labidi (de)    | Tunisie    |
| novembre 1967  | août 1970    | Mamoun Beheiry (en)       | Soudan     |

### Autres personnalités
- Peace Ayisi Otchere, première femme directrice.

## Liste des pays membres
L'établissement compte 81 pays membres dont 54 pays africains, et est soutenu par 27 pays européens, américains et asiatiques.

### Pays membres régionaux
| - Afrique du Sud - Algérie - Angola - Bénin - Botswana - Burkina Faso - Burundi - Cameroun - Cap-Vert - République centrafricaine - Tchad - Comores - République du Congo - République démocratique du Congo - Côte d'Ivoire - Djibouti - Égypte - Érythrée - Guinée équatoriale - Éthiopie | - Gabon - Gambie - Ghana - Guinée - Guinée-Bissau - Kenya - Lesotho - Liberia - Libye - Madagascar - Malawi - Mali - Maurice - Mauritanie - Maroc - Mozambique - Namibie - Niger - Nigeria - Ouganda | - Rwanda - Sao Tomé-et-Principe - Sénégal - Seychelles - Sierra Leone - Somalie - Soudan - Soudan du Sud - Eswatini - Tanzanie - Togo - Tunisie - Zambie - Zimbabwe |

### Pays membres non régionaux
| - Allemagne - Arabie saoudite - Argentine - Autriche - Belgique - Brésil - Canada | - Chine - Corée du Sud - Danemark - Émirats arabes unis - Espagne - États-Unis - Finlande | - France - Inde - Italie - Japon - Koweït - Luxembourg - Norvège | - Pays-Bas - Portugal - Royaume-Uni - Suède - Suisse - Turquie |

## Liste des 20 plus grands pays par pouvoir de vote
Le tableau suivant présente les montants pour les 20 plus grands pays par vote à la Banque africaine de développement en avril 2025.
| Rang | Pays           | Pouvoir de vote (%) |
| ---- | -------------- | ------------------- |
| 1    | Nigeria        | 9,333               |
| 2    | Égypte         | 6,330               |
| 3    | États-Unis     | 6,092               |
| 4    | Japon          | 5,443               |
| 5    | Algérie        | 5,331               |
| 6    | Afrique du Sud | 5,056               |
| 7    | Maroc          | 4,761               |
| 8    | Allemagne      | 4,138               |
| 9    | Canada         | 3,853               |
| 10   | Côte d’Ivoire  | 3,824               |
| 11   | France         | 3,713               |
| 12   | Italie         | 2,401               |
| 13   | Ghana          | 2,124               |
| 14   | Libye          | 2,111               |
| 15   | Royaume-Uni    | 1,868               |
| 16   | Zimbabwe       | 1,717               |
| 17   | Suède          | 1,556               |
| 18   | Éthiopie       | 1,524               |
| 19   | R. D. C.       | 1,509               |
| 20   | Suisse         | 1,457               |